# جرج بول
جرج بول (به انگلیسی: George Boole) (زاده ۱۸۱۵ – درگذشته ۱۸۶۴) ریاضی‌دان و فیلسوف انگلیسی بود. کار او در ابداع جبر بولی پایه محاسبات کامپیوتری شد و از این نظر او یکی از بنیان‌گذاران علم کامپیوتر است، گرچه در زمان او هنوز کامپیوتر اختراع نشده بود.

او در زمینه‌های تفاوت در معادلات و منطق جبر کار کرده بود، هم‌اکنون او را به عنوان یکی از بانیان قوانین استدلالی می‌دانند. شخصی که برای اولین بار منطق بولی را مطرح کرد، منطقی که پایه و اساس کامپیوترهای دیجیتالی امروزی می‌باشد؛ بول به خاطر درکی که نسبت به دنیای دیجیتال در زمینه علوم کامپیوتر به ما داده‌است، مورد توجه قرار گرفته‌است. او می‌گوید:
"هیچ روش معمولی ای برای دلیل آوردن برای یک سؤال در تئوری احتمالات که به‌طور کامل قابل درک نیست وجود ندارد، و فقط این قوانین جهانی است که پایه و مبنای همه دلایل می‌باشد … "

## زندگی
بول در لینکلن به دنیا آمد. پدر او جاون بول یک مبلغ بود و به او آموزش می‌داد. او مدرک سیکل داشت اما می‌توانست به‌طور آکادمیک و ابتدایی تدریس کند.
ویلیام بروک، که یک کتاب فروش بود به او در آموختن لاتین کمک می‌کرد. البته گفته می‌شد که خود او در مدرسه توماس بینبریج لاتین را آموخته بود و البته باقی زبان‌های روز را خودش آموخته بود. در سن ۱۶ سالگی، بول برای پدر و مادر و سه خواهر و برادر خود در خانه نان‌آور بود، هم‌زمان او دیپلم آموزش در زمینه دانکستر در مدرسه هیمن را داشت.
بول به عضویت مؤسسه مکانیک درآمد؛ مؤسسه مکانیک لینکولن، به جورج بول در یافتن کتاب‌های ریاضی مربوط کمک می‌کرد. او کتاب حساب دیفرانسیل و جبر Sylvestre François Lacroix که نوشته Rev. George Stevens Dicksonدر St Swithin Lincolnبود را به تنهایی و بدون آموزگار آموخت.
در سن ۱۹ سالگی او توانست آموزش‌های خود را در لینکولن به اتمام برساند. چهار سال بعد پس از مرگ رابرد هال، او به آکادمی هال در ودینگتون به دور از لینکولن رفت.
شهرت وی از آنجا شروع شد که آنجا به عنوان بهترین محقق شناخته شد.
پس از آن او در سال ۱۸۴۹ به عنوان استاد ریاضیات اولین بار در دانشکده کوئین در کورک ایرلند مشغول بکار شد و در آنجا با همسر خود آشنا شد، زمانی که مری اورست برای دیدن عموی خود جاون رُیال که پروفسرا در زمینه یونان باستان داشت، (در سال ۱۸۵۰) آمده بود و چند سال بعد با هم ازدواج کردند و بدین وسیله صاحب پنج دختر شد. او از موقعیت کاری خود چنین روایت می‌کند که در سازمان جلوگیری از افزایش فساد با E.R. Larken کار می‌کرده‌است. بول پس از آن به عنوان برگزیده در جشنواره جامعه رویال در سال ۱۸۵۷ انتخاب شد و مدال‌های افتخار فراوانی از جمله LL.D. از دانشگاه دابلین و آکسفورد کسب کرد.
او در ۸ دسامبر ۱۸۶۴ سکته کرد و در ایرلند درگذشت.